# Herbert Holzing

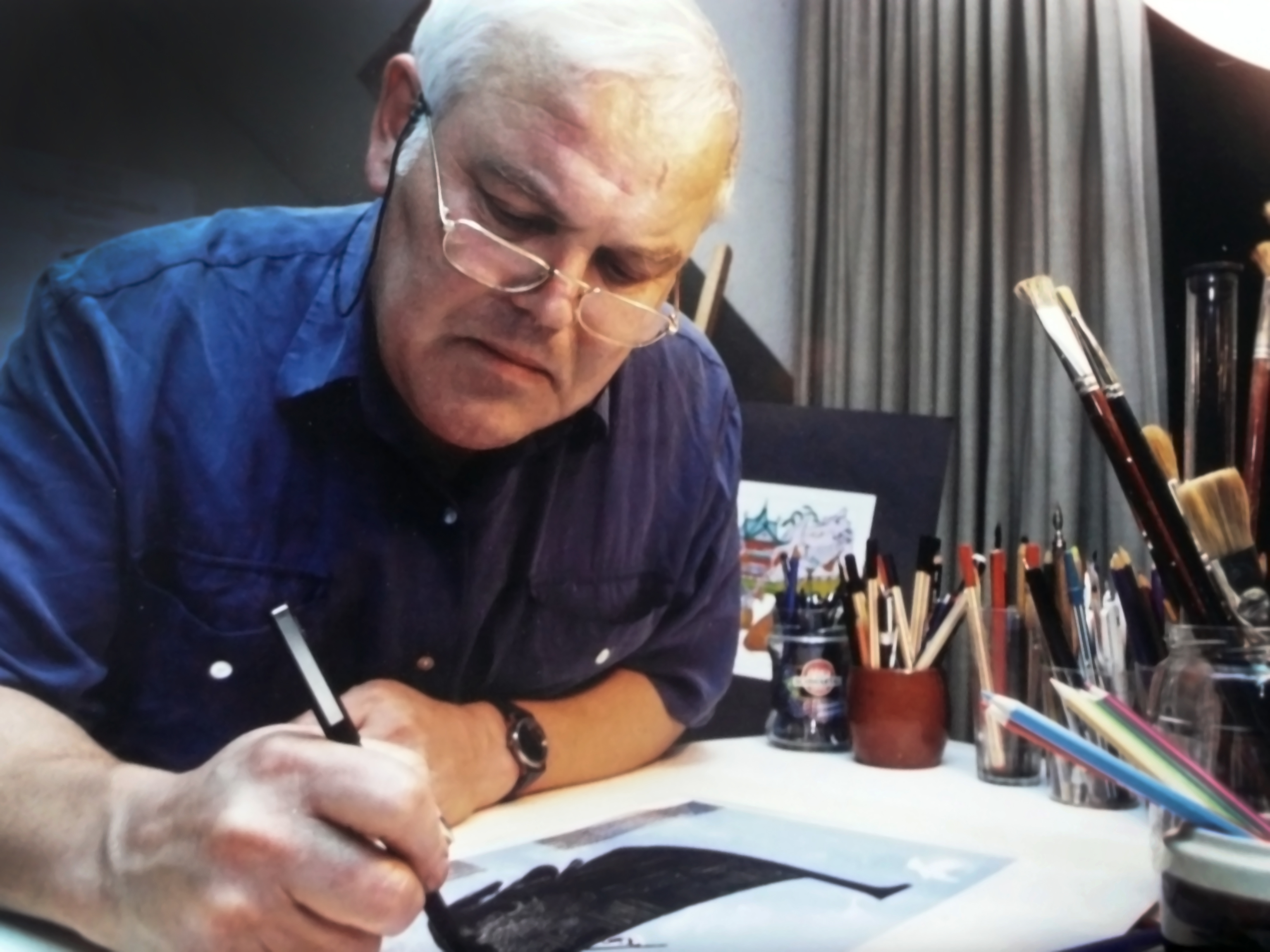
Herbert Holzing (1992)

Herbert Holzing (* 17. Oktober 1931 in Trier; † 23. Januar 2000 ebenda) war ein deutscher Illustrator mit dem Schwerpunkt Buchillustration.

## Leben
Nach einer Ausbildung als Plakat- und Schildermaler in Koblenz und dem Besuch der Kunstakademie Karlsruhe schloss Herbert Holzing 1960 das Studium an der Werkkunstschule Trier ab. Daraufhin war er als Grafikdesigner in Werbeabteilungen tätig. Zunehmend arbeitete er als Buchillustrator. Hinzu kamen Lehrtätigkeiten an der Art Didacta in Innsbruck, der Europäischen Sommerakademie in Trier, der Trierer Fachhochschule und anderorts.
Im Laufe seines Schaffens illustrierte er mehr als 90 Bücher und gestaltete 120 Schutzumschläge.
Auf Reisen entstanden Zeichnungen und Aquarelle. Er erstellte im Auftrag Mappen mit Rohrfederzeichnungen von Winningen, Niederfell, Dieblich, Mayen und Volkach am Main.
Bis 1980 lebte Herbert Holzing mit Frau und zwei Kindern in Koblenz. Anfang 2000 starb er unerwartet in seinem Atelier in Trier.

## Arbeit als Buchkünstler
Ende der 1960er Jahre illustrierte Herbert Holzing erstmals für Otfried Preußler das Jugendbuch „Die Abenteuer des starken Wanja“. Besonders bekannt wurde er für seine Illustrationen von Inge Otts finnischen Sagenepos „Kalevala“ und Otfried Preußlers „Krabat“. Das Buch wurde in mehr als 37 Sprachen übersetzt. 2005 wurde eine Luxusausgabe vom Thienemann-Verlag mit Original-Sepiatönen veröffentlicht.
Herbert Holzing erhielt für seine Arbeiten internationale Preise.
Er gehörte zu den Gründungsmitgliedern der Deutschen Akademie für Kinder- und Jugendliteratur, Volkach. 2008 übernahm das Bilderbuchmuseum der Stadt Troisdorf einen großen Teil des Bildernachlasses von Herbert Holzing.

## Technik
Charakteristisch für Holzings illustrative Arbeit ist eine von ihm entwickelte Mischtechnik, bei der er Abdruck- und Schabetechnik, Monotypie und Collage miteinander kombinierte. Nach dem flächigen Auftragen der Sepiatusche, dem Auflegen eines Transparentpapiers auf die noch nasse Tusche und dem Abziehen desselben („negative Monotypie“) ergaben sich Binnenstrukturen, die nach dem Trocknen mit Hilfe einer Klinge ausgearbeitet wurden. Die so entstandenen ornamentalen Helligkeiten, erzeugten Kontraste auf den Sepia-Flächen in dem sogenannten „Holzing-Braun“ der Illustrationen. Für polychrome Illustrationen brachte er selbstklebende, transparente, farbige Folien auf seine Komposition auf, rieb sie mit einem Falzbein fest und beschnitt die Konturen mit dem Skalpell.

## Werke (Auswahl)
- Otfried Preußler: Die Abenteuer des starken Wanja, Arena-Verlag, 1968
- Lloyd Alexander: Taran, (5 Bände), Arena-Verlag, ab 1969
- Otfried Preußer: Krabat, Arena-Verlag, 1971
- Otfried Preußer: Krabat, (Prachtausgabe), Edition Popp, 1976
- Otfried Preußler: Die Glocke von Grünem Erz, Thienemann Verlag, 1976
- Inge Ott: Kalevala, Verlag Freies Geistesleben, 1978
- Willi Fährmann: Der lange Weg des Lukas B., Arena-Verlag, 1980
- Jean Francois Bladé: Sprookjes uit Gascogne, Christofoor, 1982
- Barbara Barthos-Höppner: Katinka, der Bär und das Flüstern im Schilf, Bertelsmann, 1993
- Otfried Preußler: Mein Rübezahl Buch, Thienemann Verlag, 1993

## Auszeichnungen
- 1977: Goldene Plakette der Biennale für Illustration, Bratislava
- 1984: Großer Preis der Deutschen Akademie für Kinder- und Jugendliteratur e.V. Volkach
- 1987: Zweiter Platz des Europäischen Kinderbuchpreises, Padua

## Ausstellungen
- 2020: Räuber Hotzenplotz, Krabat und Die kleine Hexe Otfried Preußler – Figurenschöpfer und Geschichtenerzähler, Ludwig Galerie Schloss Oberhausen
- 2021: Herbert Holzing – Eine Sammlung von Bildern im Buch, Bilderbuchmuseum der Stadt Troisdorf